# Chrishuna Williams
Chrishuna Williams (* 31. März 1993 in Dallas, Texas) ist eine ehemalige US-amerikanische Leichtathletin, die sich auf den Mittelstreckenlauf spezialisiert hat.

## Sportliche Laufbahn
Chrishuna Williams wuchs in Texas auf und studierte ab 2011 an der University of Arkansas. 2013 wurde sie NCAA-Collegemeisterin in der 4-mal-400-Meter-Staffel im Freien sowie 2014 in der Langdistanzstaffel in der Halle. 2016 qualifizierte sie sich für die Teilnahme an den Olympischen Sommerspielen in Rio de Janeiro und schied dort mit 2:01,19 min in der ersten Runde im 800-Meter-Lauf aus. Im Jahr darauf siegte sie bei den IAAF World Relays 2017 in Nassau in 8:16,36 min gemeinsam mit Chanelle Price, Laura Roesler und Charlene Lipsey in der 4-mal-800-Meter-Staffel. Im Februar 2018 stellte sie in der Halle mit 8:05,89 min einen neuen Weltrekord in der 4-mal-800-Meter-Staffel auf und 2020 beendete sie ihre aktive sportliche Karriere im Alter von 27 Jahren.

## Persönliche Bestleistungen
- 400 Meter: 52,13 s, 6. Mai 2016 in Fayetteville
  - 400 Meter (Halle): 52,02 s, 10. Februar 2017 in Fayetteville
- 800 Meter: 1:59,59 min, 4. Juli 2016 in Eugene
  - 800 Meter (Halle): 2:03,58 min, 9. Februar 2019 in New York City